# 中铁建设投资
中铁建设投资集团有限公司，注册地位于深圳，隶属于中国铁路工程集团的上市公司中国中铁。业务性质为项目建设与资产管理。2017年，公司总资产178.47亿元，净资产37.88亿元，净利润6.24亿元。